# Driepuntsophanging

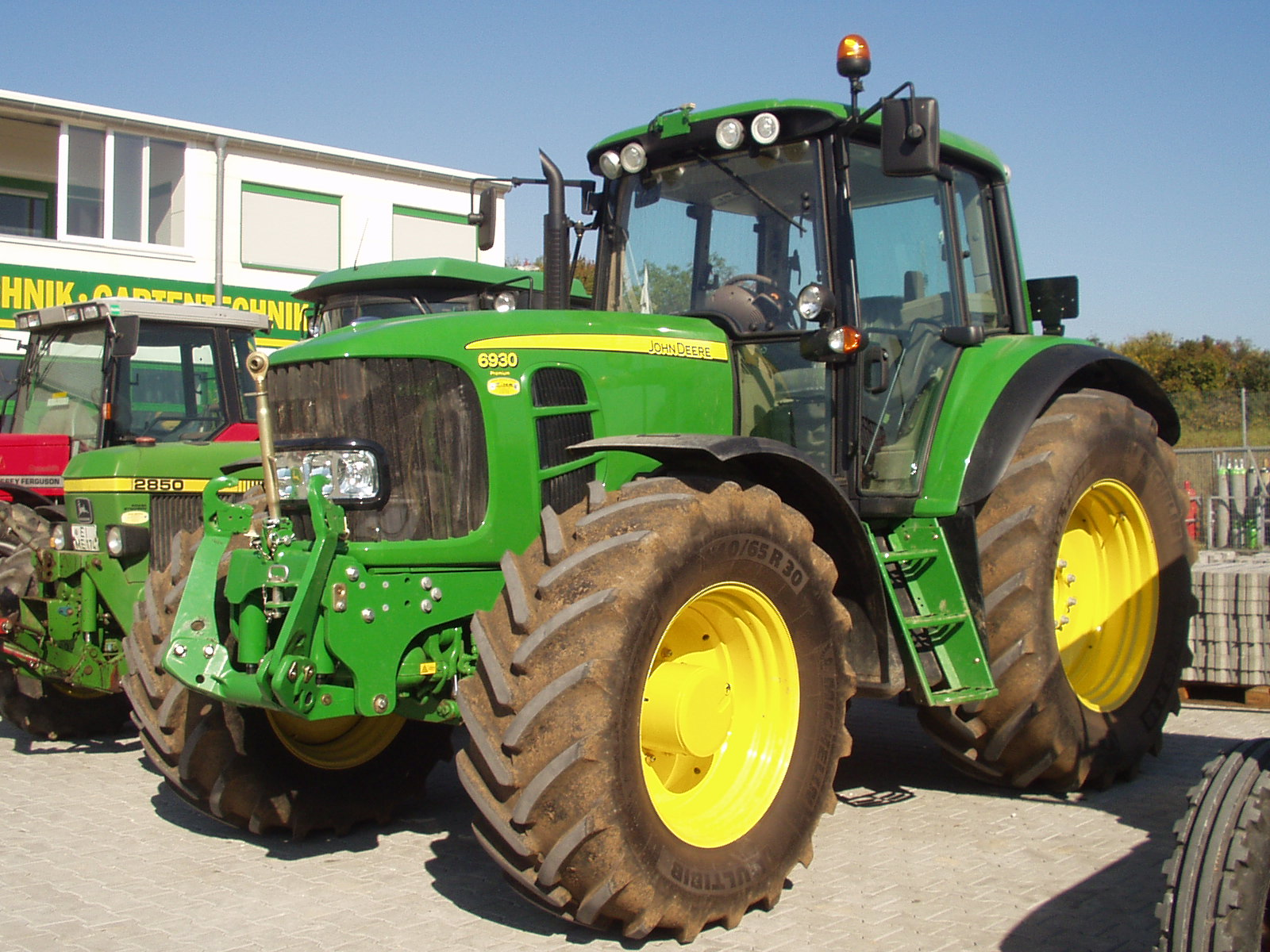
Front driepuntsophanging

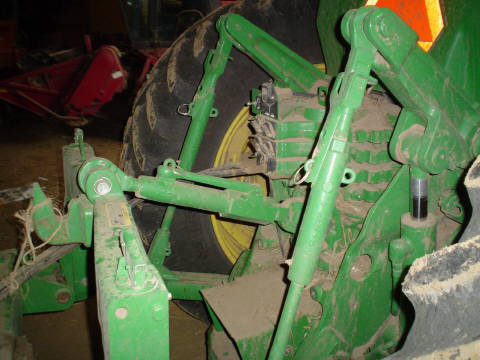
Driepuntsophanging aan de achterzijde

Een driepuntsophanging is een onderdeel van een moderne tractor om snel werktuigen aan te koppelen. Deze ophanging voor werktuigen kan zich zowel aan de voor- als achterzijde van de tractor bevinden.
Het bestaat uit twee hydraulisch bediende hefarmen en een (in de lengte verstelbare) topstang om werktuigen op te lichten en weer te laten zakken. De draagarmen vormen parallellogrammen die ervoor zorgen dat het werktuig meer of minder recht achter de tractor hangt. Zijdelings heeft het werktuig nog wel enige bewegingsvrijheid. Deze wordt indien gewenst op een andere manier begrensd met extra staven of kettingen.
De topstang heeft een cruciale rol in de diepteregeling van grondbewerkingsmachines als ploeg, eg en cultivator. De topstang bedient de hydrauliek van de tractor om te zorgen voor een constante trekkracht en dus in eenzelfde  grondsoort voor een gelijke diepgang van de bewerking. Dit is een goede oplossing voor percelen met hoogteverschillen, een overgang van zware naar lichte grond (of omgekeerd) is nog een probleem. De ware bewerkingsdiepte varieert toch te veel. Dit kan voor een deel gecompenseerd worden met een aanvullende diepteregeling.

## Geschiedenis
De driepuntsophanging is in 1926 in Groot-Brittannië gepatenteerd door de Iers-Britse uitvinder Harry Ferguson. Hij ontwierp de starre verbinding tussen landbouwwerktuig en trekker op een manier waarbij de krachten die op bijvoorbeeld een ploeg werken, naar de achterwielen van de trekker worden overgebracht. Het ontwerp van een trekker kon daardoor lichter en met het voertuig kon eenvoudiger worden gemanoeuvreerd, waardoor het te ploegen land niet onnodig zwaar werd belast. Daarnaast ontwierp hij ook de hydraulisch beweegbare armen waarmee de hoogte van het werktuig kan worden gevarieerd.
Pas in de jaren 60 van de twintigste eeuw zijn de meeste fabrikanten overgegaan tot een gestandaardiseerde versie van de driepuntsophanging, waardoor landbouwwerktuigen probleemloos op trekkers van verschillende fabrikanten kunnen worden gemonteerd.

## Categorieën
Driepuntsophanging bestaat in verschillende maten, aangepast aan het vermogen van de tractor. 
Er zijn vijf verschillende maten, genaamd categorieën.
Een hogere categorie heeft zwaardere draagarmen en dikkere pennen.
| Categorie | Tractor                      | Topstang penmaat   | Helflat penmaat     |
| --------- | ---------------------------- | ------------------ | ------------------- |
| 0         | Tot 20 pk (15 kW)            | 5⁄8 inch (16 mm)   | 5⁄8 inch (16 mm)    |
| 1         | 20 to 45 pk (15 tot 34 kW)   | 3⁄4 inch (19 mm)   | 7⁄8 inch (22 mm)    |
| 2         | 40 to 100 pk (30 tot 75 kW)  | 1 inch(25 mm)      | 1 1⁄8 inch (29 mm)  |
| 3         | 80 to 225 pk (60 tot 168 kW) | 1 1⁄4 inch (32 mm) | 1 7⁄16 inch (37 mm) |
| 4         | Meer dan 180 pk (130 kW)     | 1 3⁄4 inch (44 mm) | 2 inch (51 mm)      |